# Сіпан

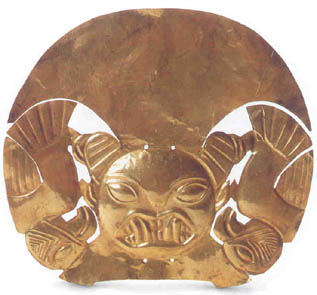
Головна прикраса Моче, Музей Ларко

Сіпан (ісп. Sipán) — археолонічна ділянка культури Моче на півночі Перу, найбільш відомий знахідкою у ньому гробниці Правителя Сіпану. Район розкопок розташований неподалік від міста Чиклайо. Ця знахідка уважається найважливішою за останні десятки років через добре збереження залишків.
| Перу | Це незавершена стаття з географії Перу. Ви можете допомогти проєкту, виправивши або дописавши її. |

6°48′37″ пд. ш. 79°36′6″ зх. д. / 6.81028° пд. ш. 79.60167° зх. д.